# Jean II. d'Estrées
Jean II. d'Estrées, francoski admiral in maršal, * 1624, † 1707.